# Armand Gaétan Razafindratandra
Armand Gaétan Razafindratandra, malgaški nadškof in kardinal, * 7. avgust 1925, Ambohimalaza (Madagaskar), † 9. januar 2010, Mahajanga, Madagaskar.

## Življenjepis
27. julija 1954 je prejel duhovniško posvečenje.
27. aprila 1978 je bil imenovan za škofa Majunge in 2. julija istega leta je prejel škofovsko posvečenje.
Med 3. februarjem 1994 in 7. decembrom 2005 je bil nadškof Antananariva.
26. novembra 1994 je bil povzdignjen v kardinala in imenovan za kardinal-duhovnika Ss. Silvestro e Martino ai Monti.